# Matériel moteur ferroviaire

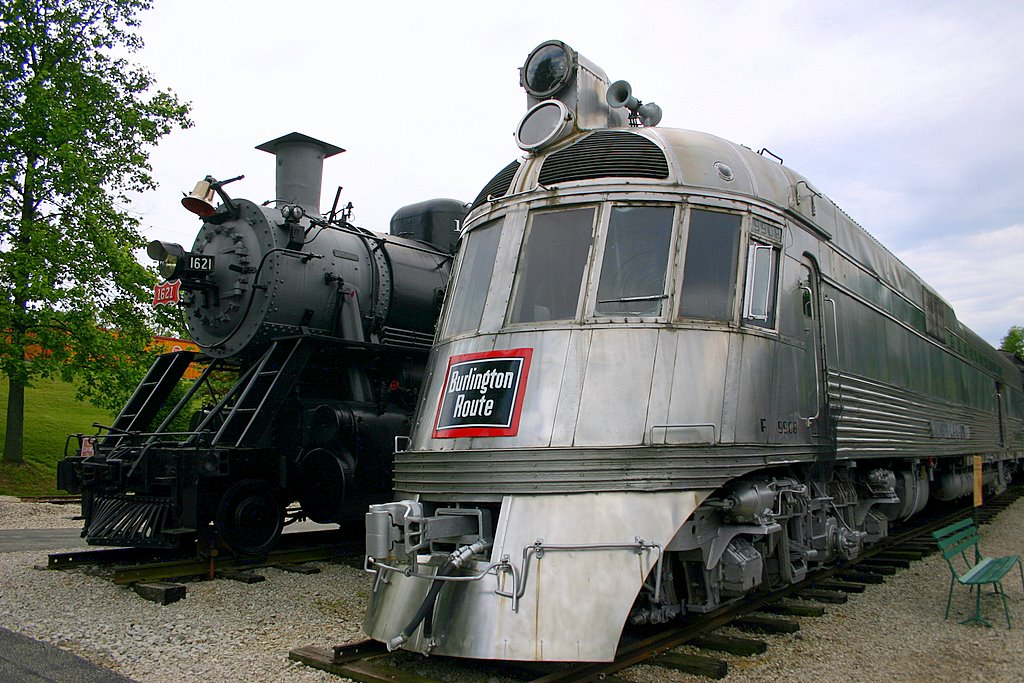
Locomotives Diesel et vapeur Burlington Zephyr et Frisco 2-10-0 (USA).

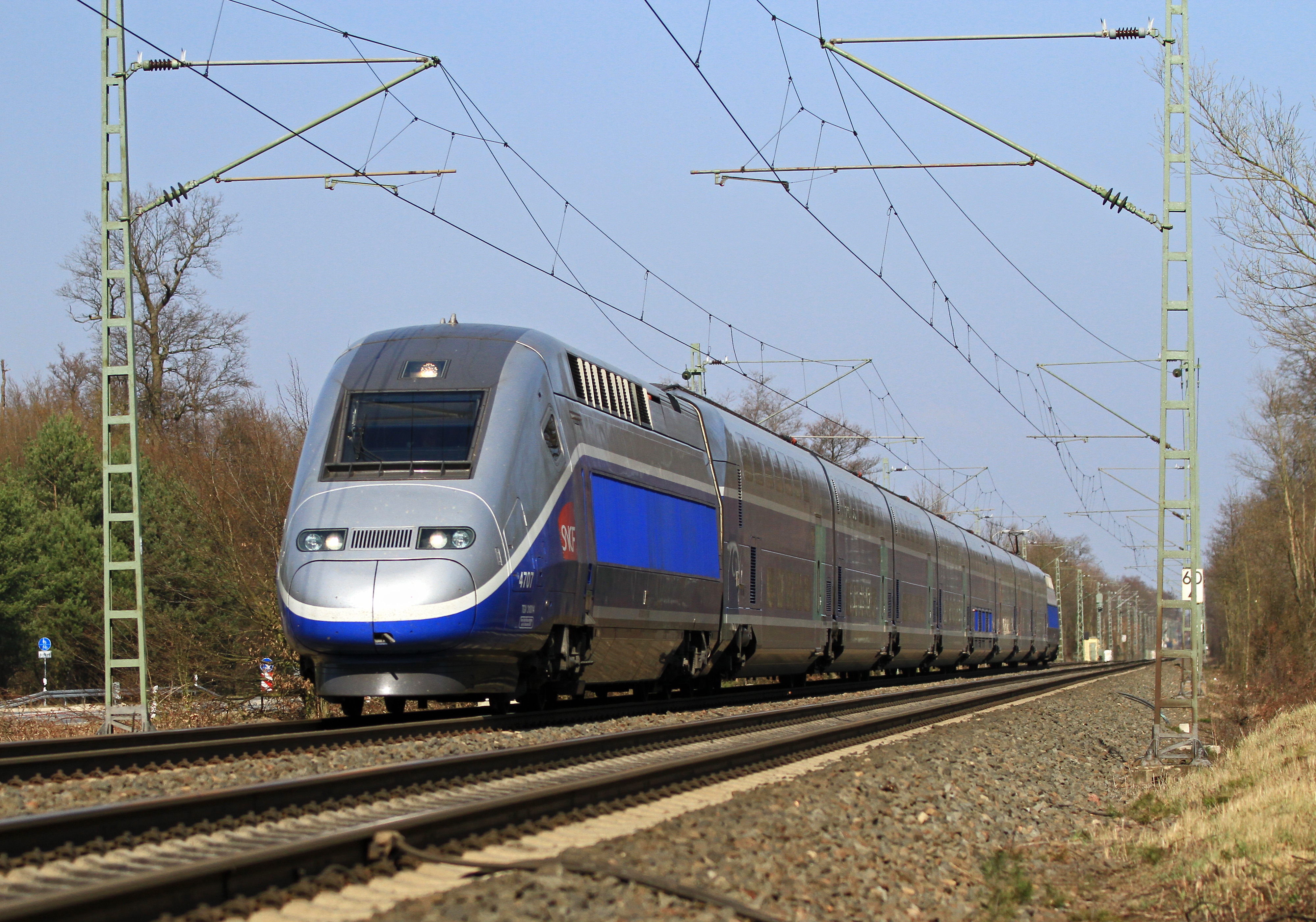
Rame automotrice articulée à grande vitesse TGV 2N2 (France).

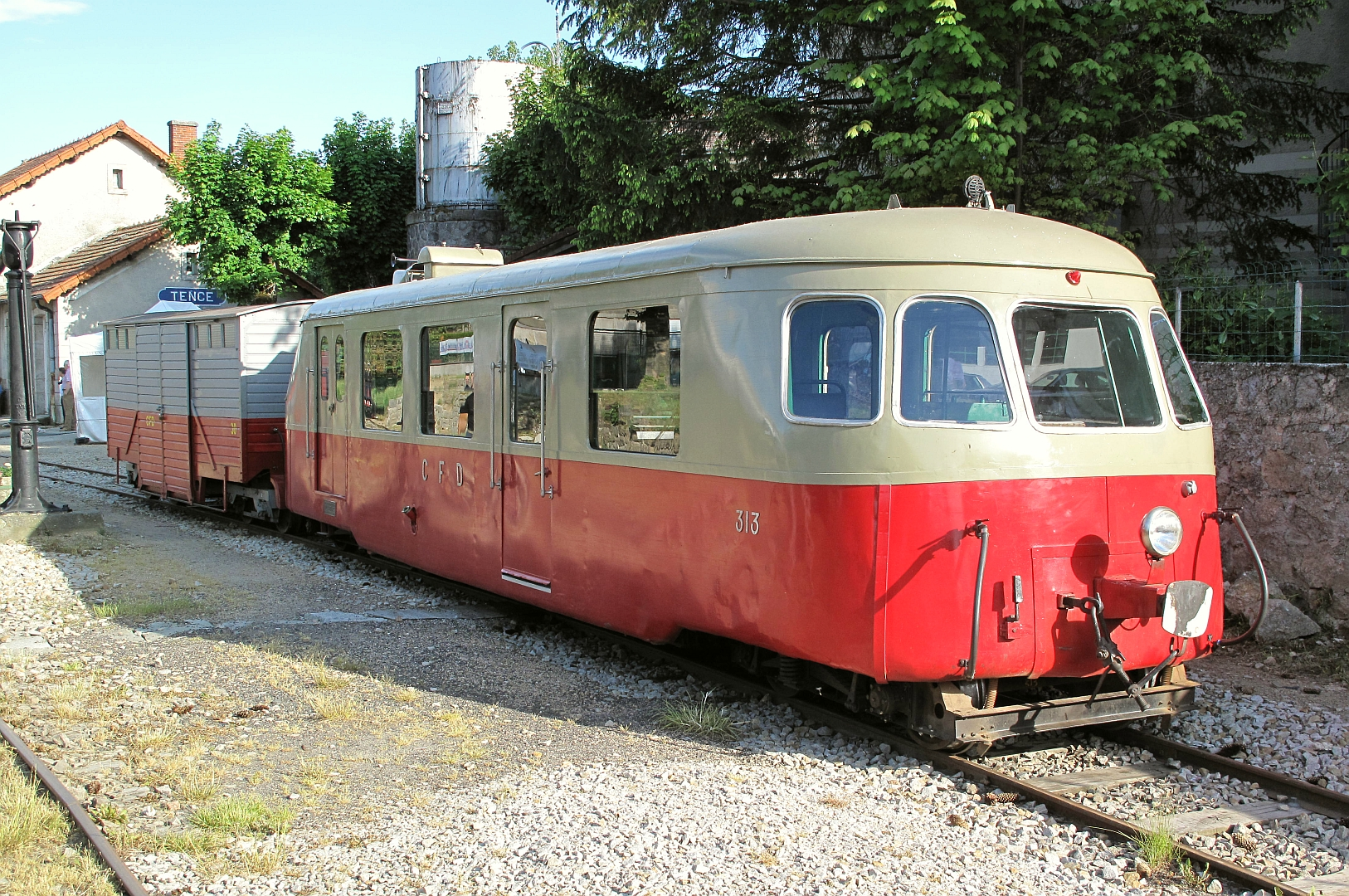
Autorail Billard à voie métrique (France).

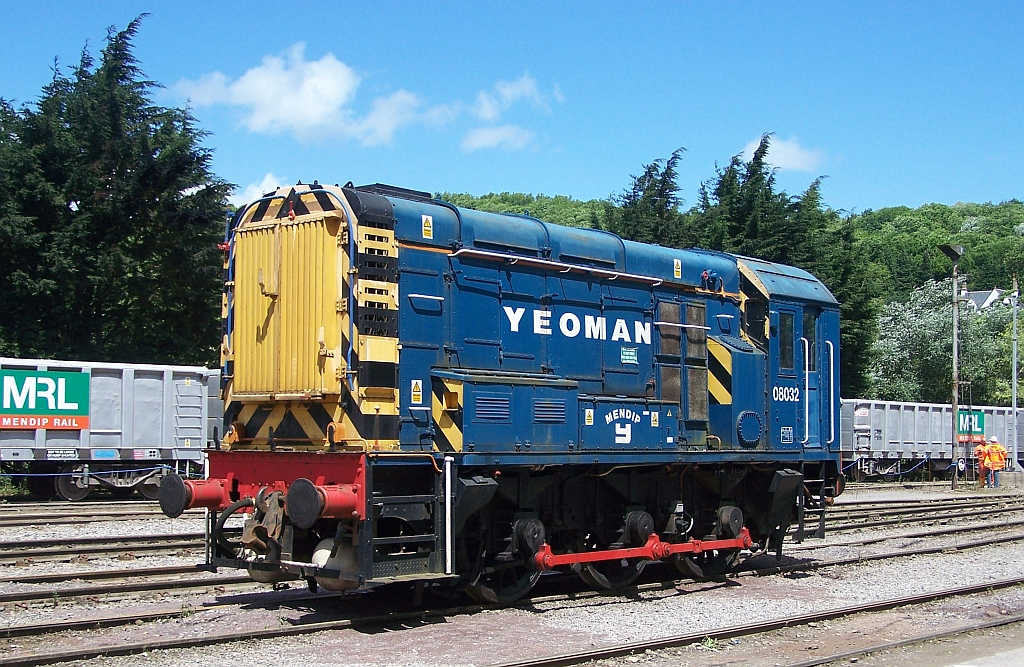
Locotracteur Diesel-électrique British Railways class 08.

Le matériel moteur ferroviaire est composé de l'ensemble des éléments ferroviaires équipés de moteurs de traction.
On distingue deux types principaux :
- les locomotives, spécialisées pour la traction du matériel remorqué ;
- les véhicules automoteurs ou rames automotrices assurant leur propre mobilité.

## Types de matériel moteur

### Matériel de traction
- Matériel roulant moteur :
  - Locomotive, locomotive articulée :
    - à vapeur,
      - compound,
      - tender,

    - à turbine à gaz,
    - Diesel,
      - Diesel-électrique,

    - électrique.

  - Locotracteur ou locomotive de manœuvre,
  - Draisine

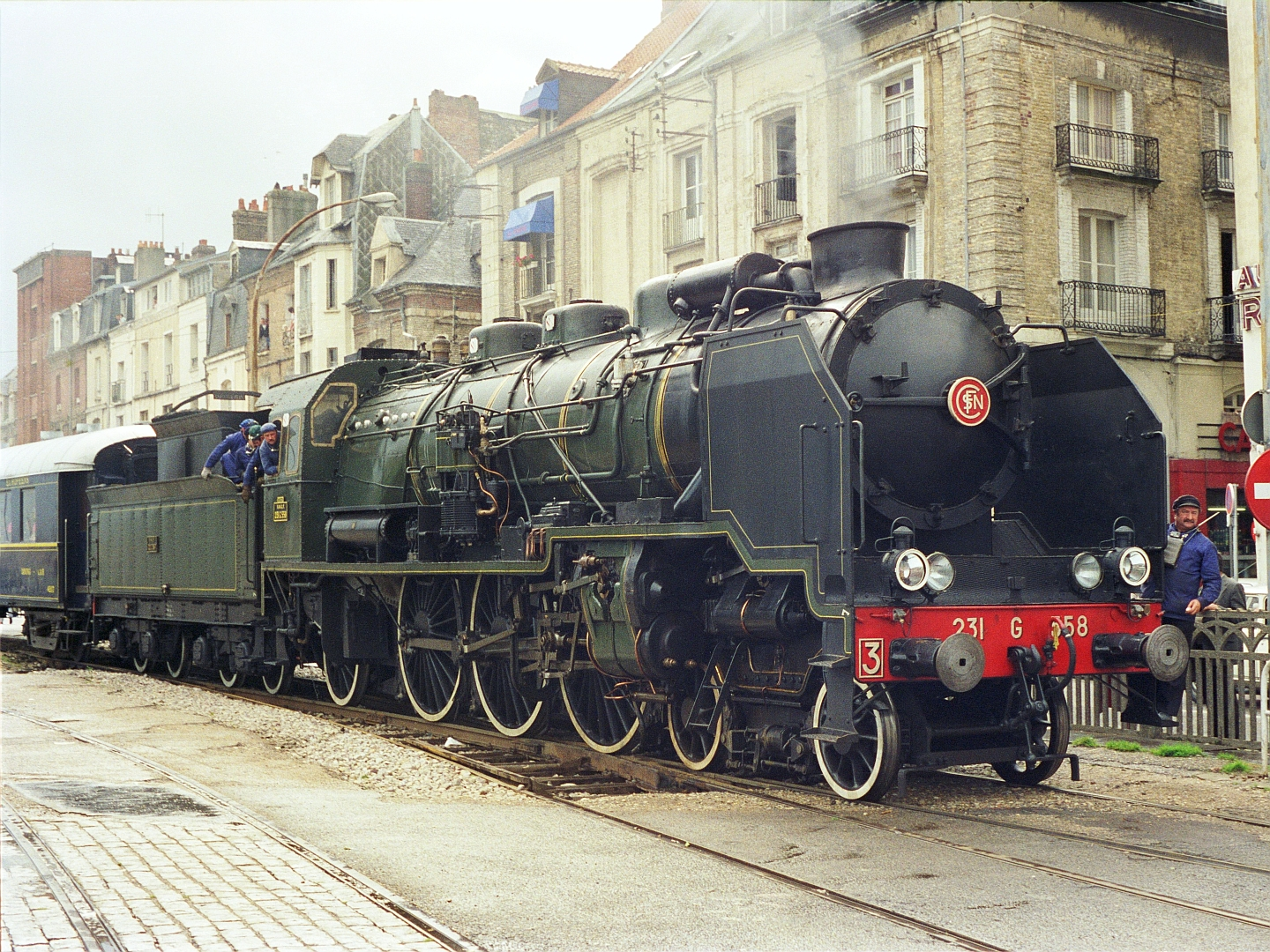
Locomotive à vapeur 231 G 558.
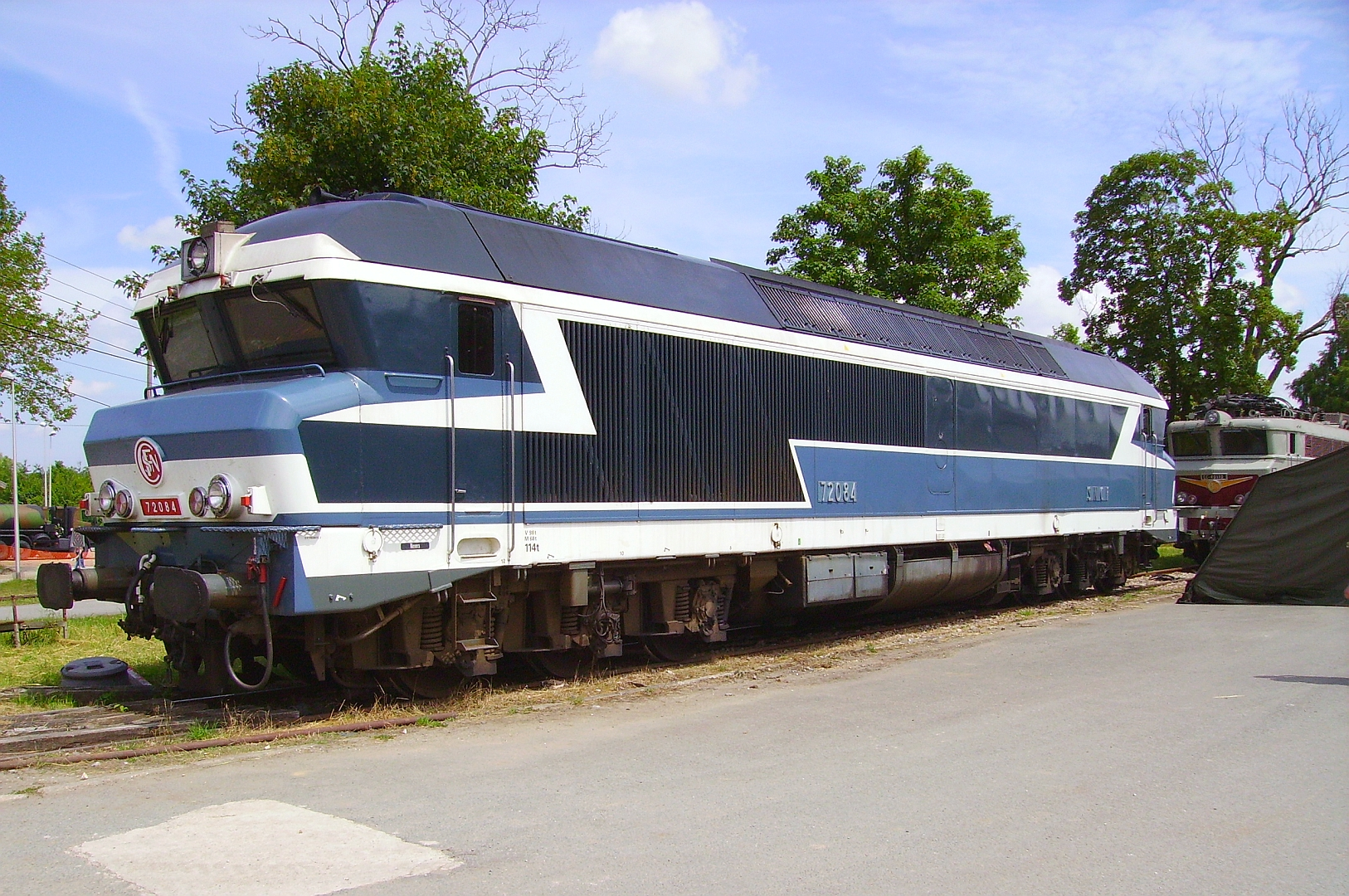
Locomotive Diesel CC 72000.
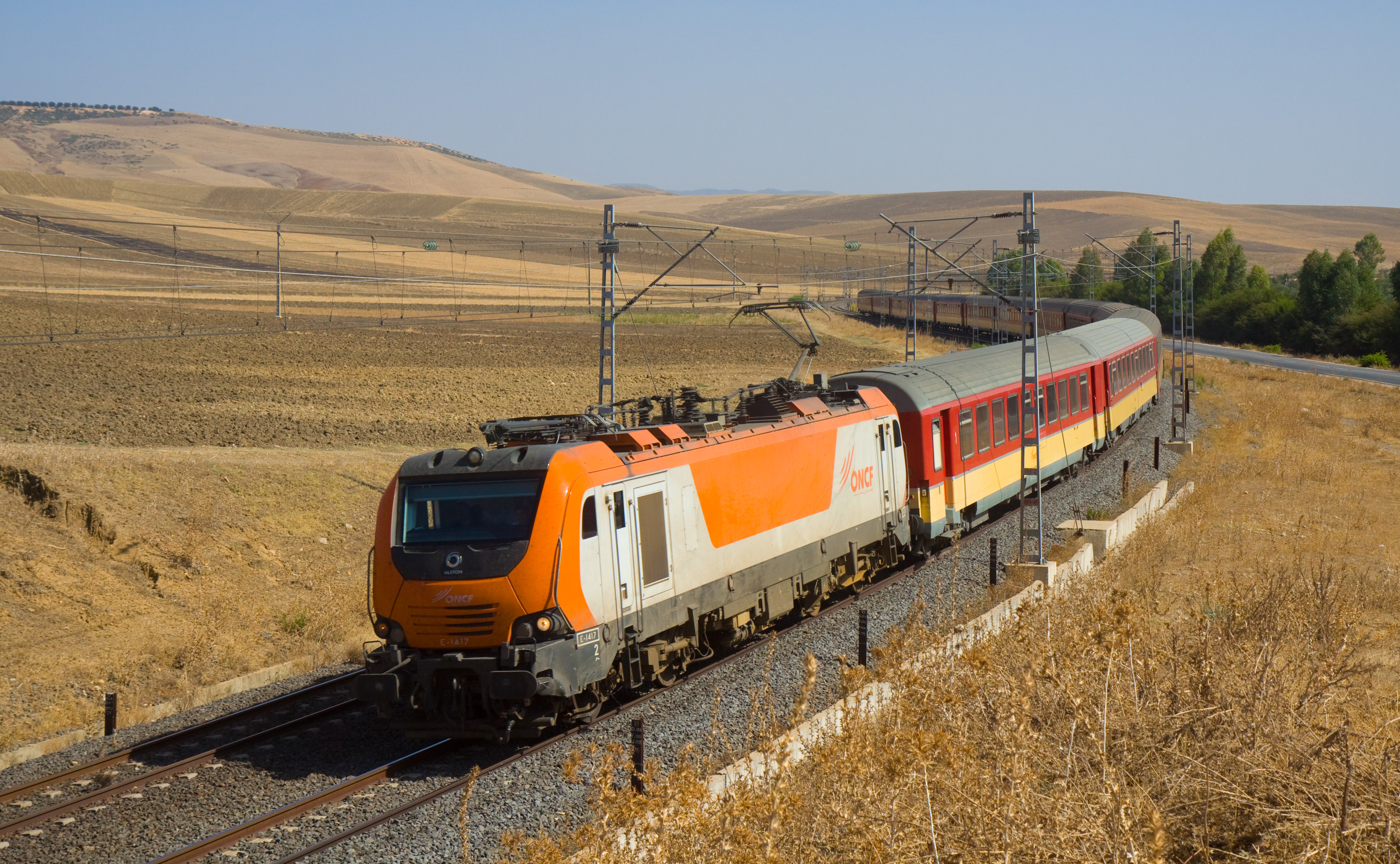
Locomotive électrique Alstom Prima II (Maroc).

### Matériel automoteur
- Matériel voyageurs automoteur :
  - Autorail
    - Micheline

  - Rame automotrice
    - Automotrice à vapeur
    - Automotrice postale

  - Train à grande vitesse
  - Akash le train
  - Fourgon automoteur

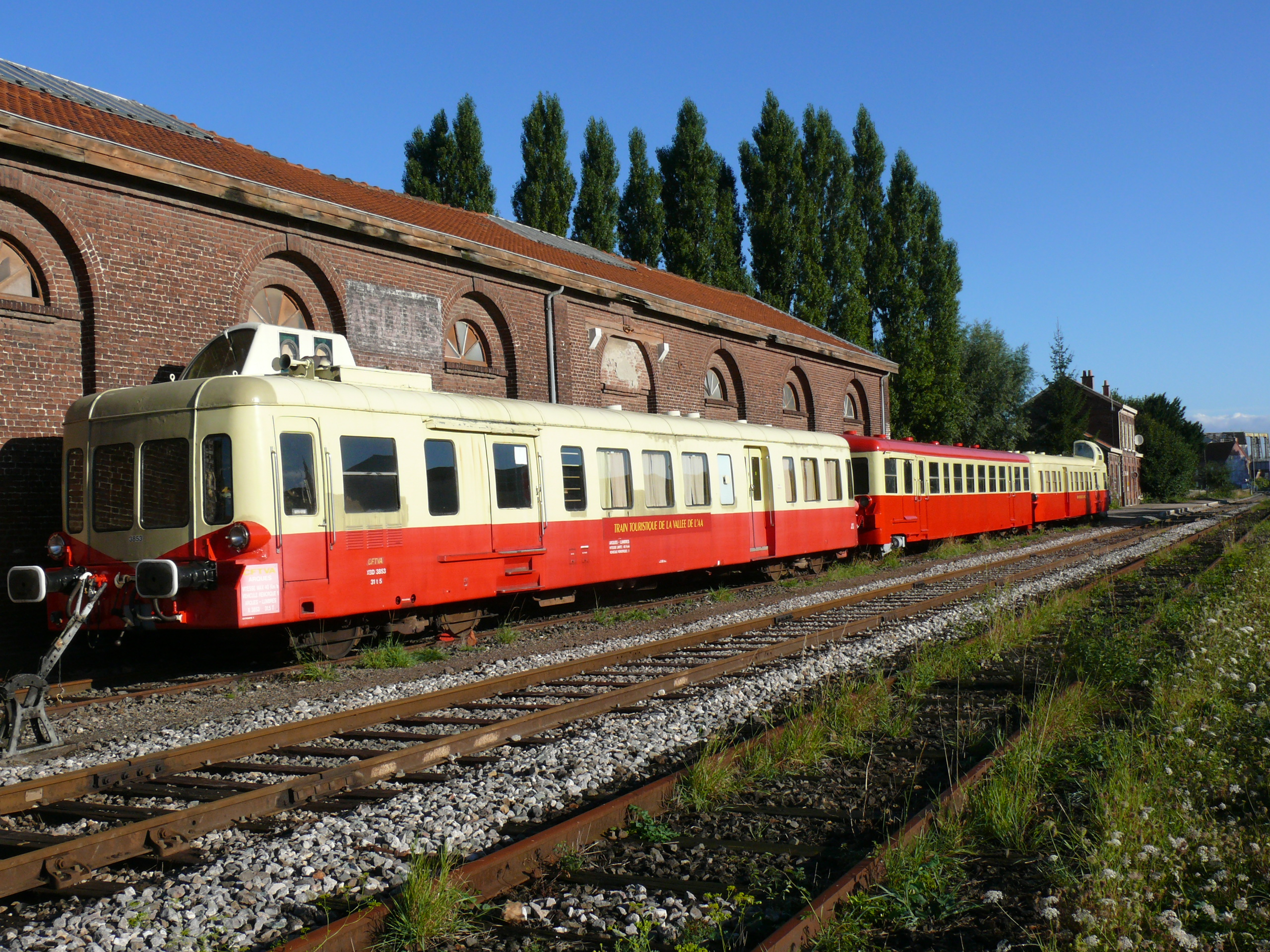
Composition de deux autorails Picasso et une remorque unifiée Decauville.
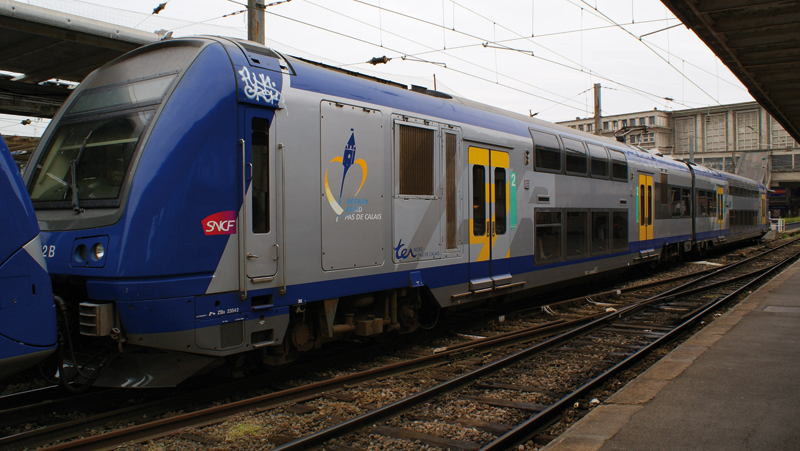
Rame automotrice à deux niveaux Alstom Z 23500 (France).
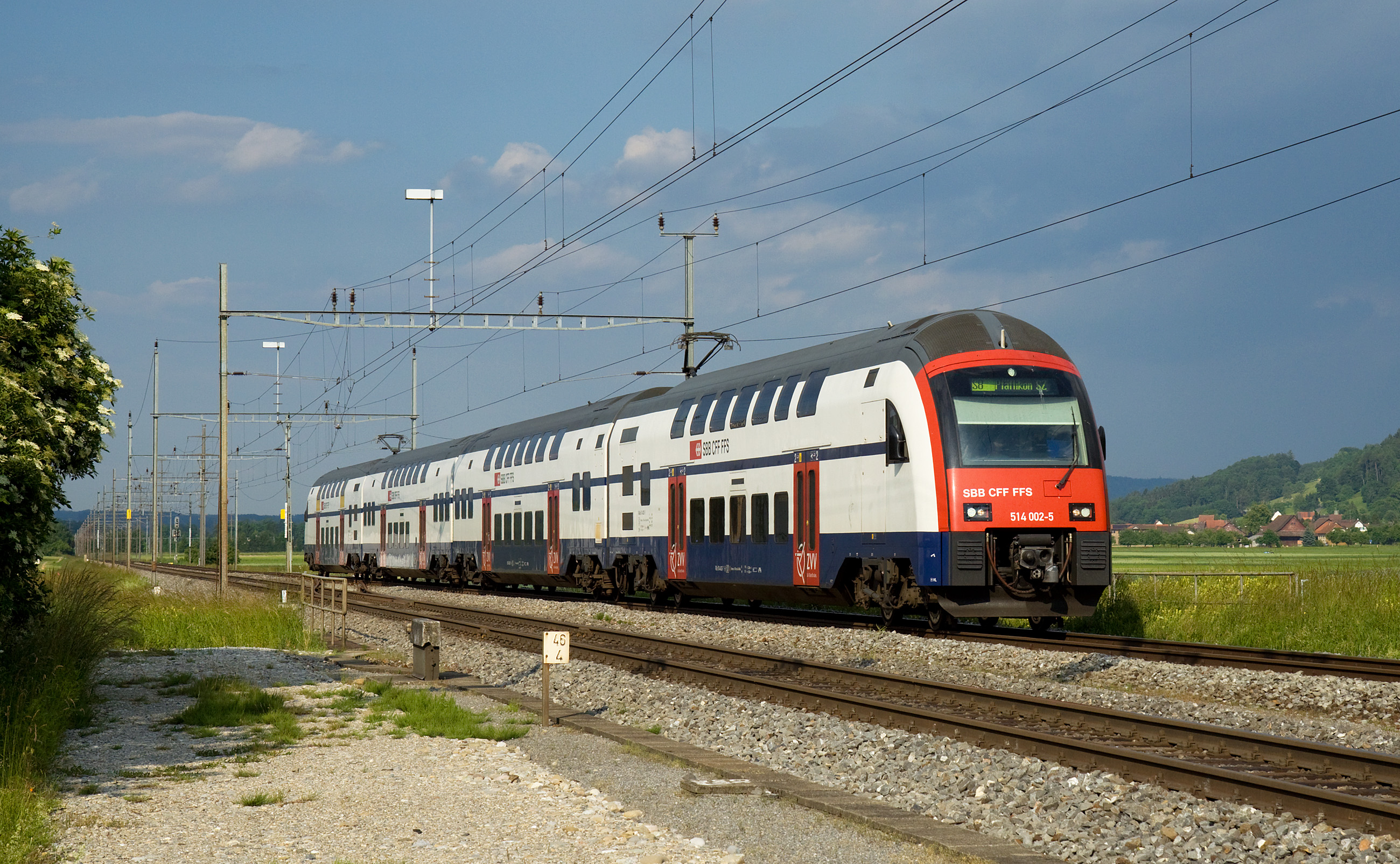
Rame automotrice à deux niveaux Siemens RABe 514 « DTZ » (Suisse).